# Goniurosaurus araneus
Goniurosaurus araneus es una especie de gecos de la familia Eublepharidae.

## Distribución geográfica
Es endémica del norte de Vietnam.